# Національний музей азулежу
Національний музей азулежу (порт. Museu Nacional do Azulejo) — музей у місті Лісабон, що висвітлює історію і побутування кольорових кахлів (азулежу) Португалії, що стали характерною ознакою національного декоративного мистецтва на століття.

## Арабська кераміка як витоки
Азулежу, якщо брати національну назву кольорових кахлів, не були винахідом португальців, чи тим більше іспанців чи італійців, технології виробів якої вплинули на виробництво кахлів у Португалії. Витоками були керамічні майстерні Близького Сходу (в Ірані, Сирії, арабському Єгипті). В країнах Півдня Західної Європи були лише внутрішня здатність культури сприйняти нові (арабські) технології та відповідна сировина.

## Пістрявість етапів керамічного виробництва Португалії

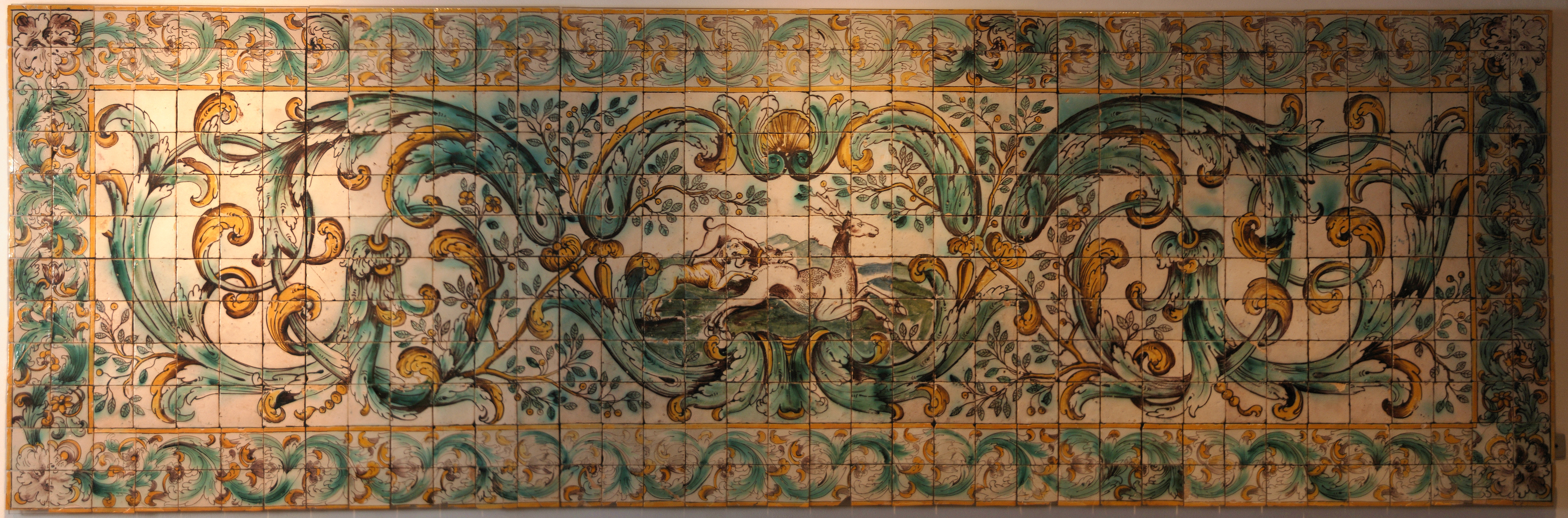
Панель з орнаментом, бл. 1680 р.

Керамічне виробництво у Португалії пройшло декілька етапів становлення і розвитку, допоки не стало характерною ознакою національного декоративного мистецтва. Якщо керамічні центри Італії (Фаєнца, Дерута, Губбіо, Піза, Савона, Флоренція) досить швидко подолали арабські впливи і виробили як власні керамічні форми, так і власний декор, у Португалії все мало інший характер. Тут водночас збереглися як арабські за витоками килимові кахлі, так і нові зразки, орієнтовані на західноєвропейські через зв'язки із князівствами Італії, Іспанії, Нідерландів.

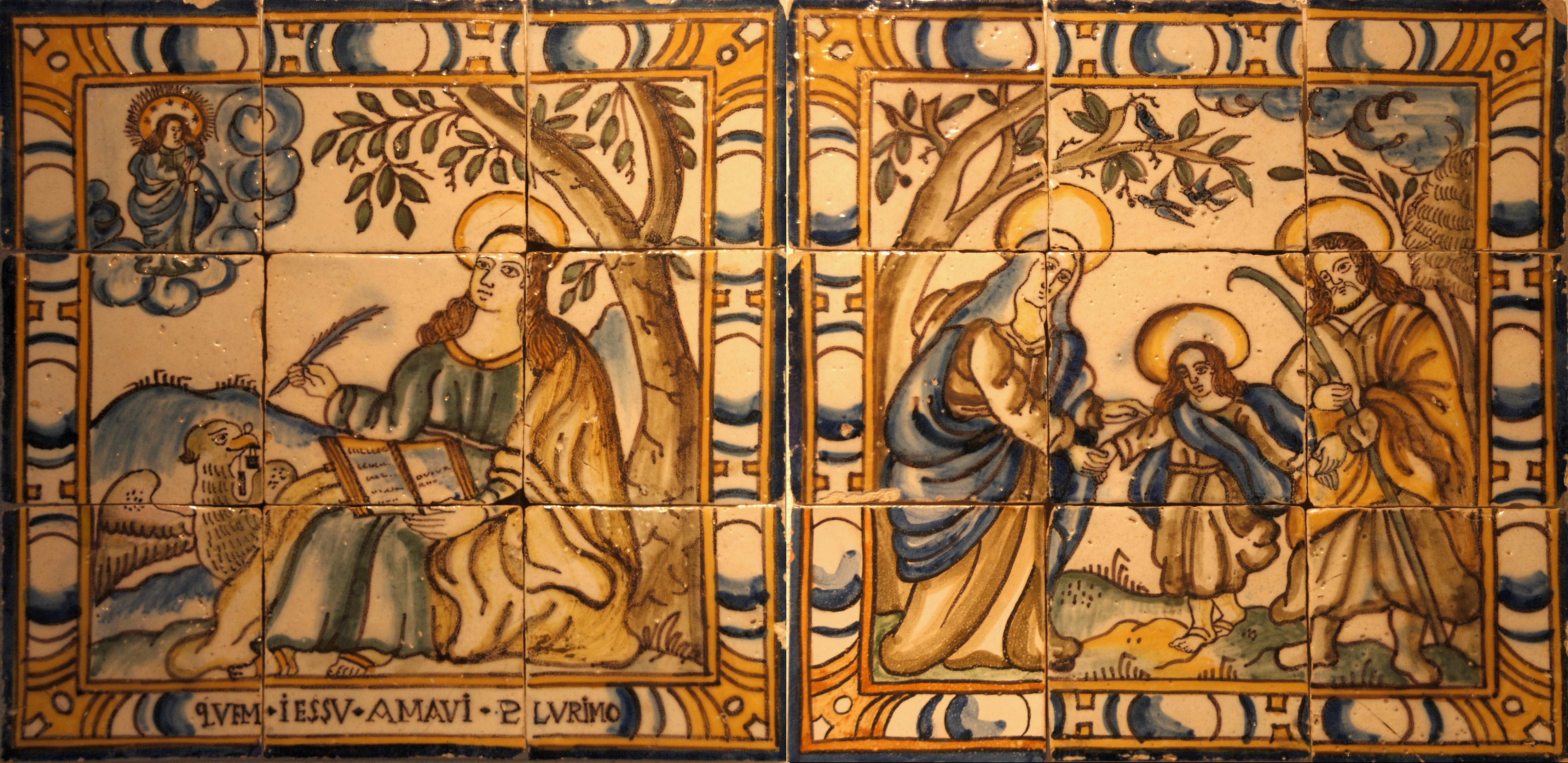
Кахлі з релігійними сюжетами, 1-а половина 17 ст.

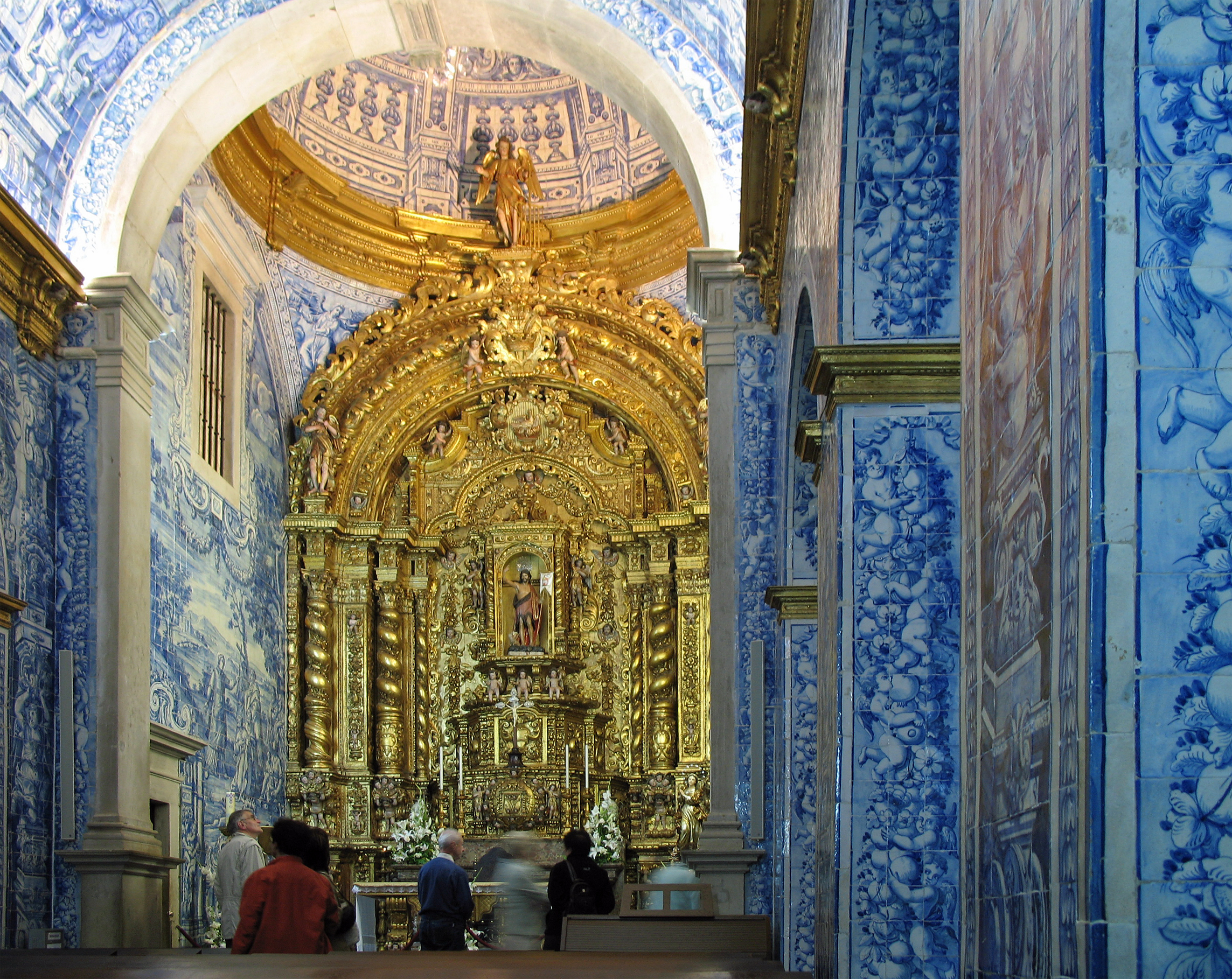
Алмансил. Церква Сан Лоренсо, нава і головний вівтар, фото 2013 року

Зміна смаків і стилю відбулась вже в 2-й половині 16 ст. під могутнім впливом італійської культури доби відродження і маньєризму. Італійські керамічні центри активно продавали власну продукцію в інші країни, в тому числі і в Португалію. Португальські майстри швидко запозичили технологію розпису кераміки тонкими пензлями на олов'яній глазурі. На сюжети і декор португальських кахлів вплинули як стилістика відродження і маньєризму, так і середньовічні традиції. Так, сюжет міг мати біблійні витоки, а орнамент (негнучкий, дивацький, що нагадував металевий декор зброї) був маньєристичним. Відсутність доброї художньої освіти у більшості народних майстрів породжувала наївні і пістряві зразки. Поширилось створення сюжетних чи орнаментальних панно, де окремий азулежу ставав лише частиною панно у великій за розмірами і закінченій композиції.
У старовинних кахлях зберігались і пістряві кольори як ознака буяння природних сил. Доба Великих географічних відкриттів відбилась і в азулежу. Існує декілька композицій із зображенням екзотичних мотивів і екзотичних для Європи тварин — дивацьких тропічних птахів, слонів, верблюдів, мавп тощо. У буяння різноманітних орнаментів вплетені і зображення вітрильників, герби вельможних родин, зобаження райських садів.
Під впливом амстердамських та делфтських зразків пройшла чергова зміна колористики азулежу, що надала перевагу синім (кобальтовим) розписам на білому тлі. В 17 столітті португальці захопились голландськими кахлями. Вже тоді з'явились і перші колекціонери. Так, в замку Фігейра де Фош зібрана найкраща у Португалії колекція голландських сюжетних кахлів, рівної котрій нема навіть у сучасній Голландії. Колишня графська колекція нараховує близько 7000 зразків і розташована у семи залах. За припущеннями, графу так сподобались голландські вироби, що він придбав вантаж цілого вітрильника загалом.
Мистецтво азулежу розділилось на народні і наївні зразки та на зразки з професійним розписом і сюжетами, запозиченими з європейських грювюр. Світські і галантні сюжети на азулежу-панно прийшли навіть у декор церков (у господарчих і підсобних приміщеннях). Азулежу-кахлі покохали настільки, що ними вкривали стелі, фонтани, житлові приміщення, клітки з парадними сходами палаців, палацові печі тощо.
Окремі панно прикрасили головні фасади низки португальських церков і багатих помешкань світських і церковних князів. Прихильність до азулежу була настільки могутньою, що була перенесена у колонії Португалії. Власна школа азулежу виникла і зміцніла у колишній колонії Португалії — Бразилії.
Азулежу перейшло у 19 століття з черговою зміною і сюжетів, і колористики, котра знову стала багатоколірною і пістрявою. Всі зміни у виробництві і стилістиках азулежу і висвітлює Національний музей азулежу, де зібрані зразки за 500 попередніх років.

## Приміщення музею

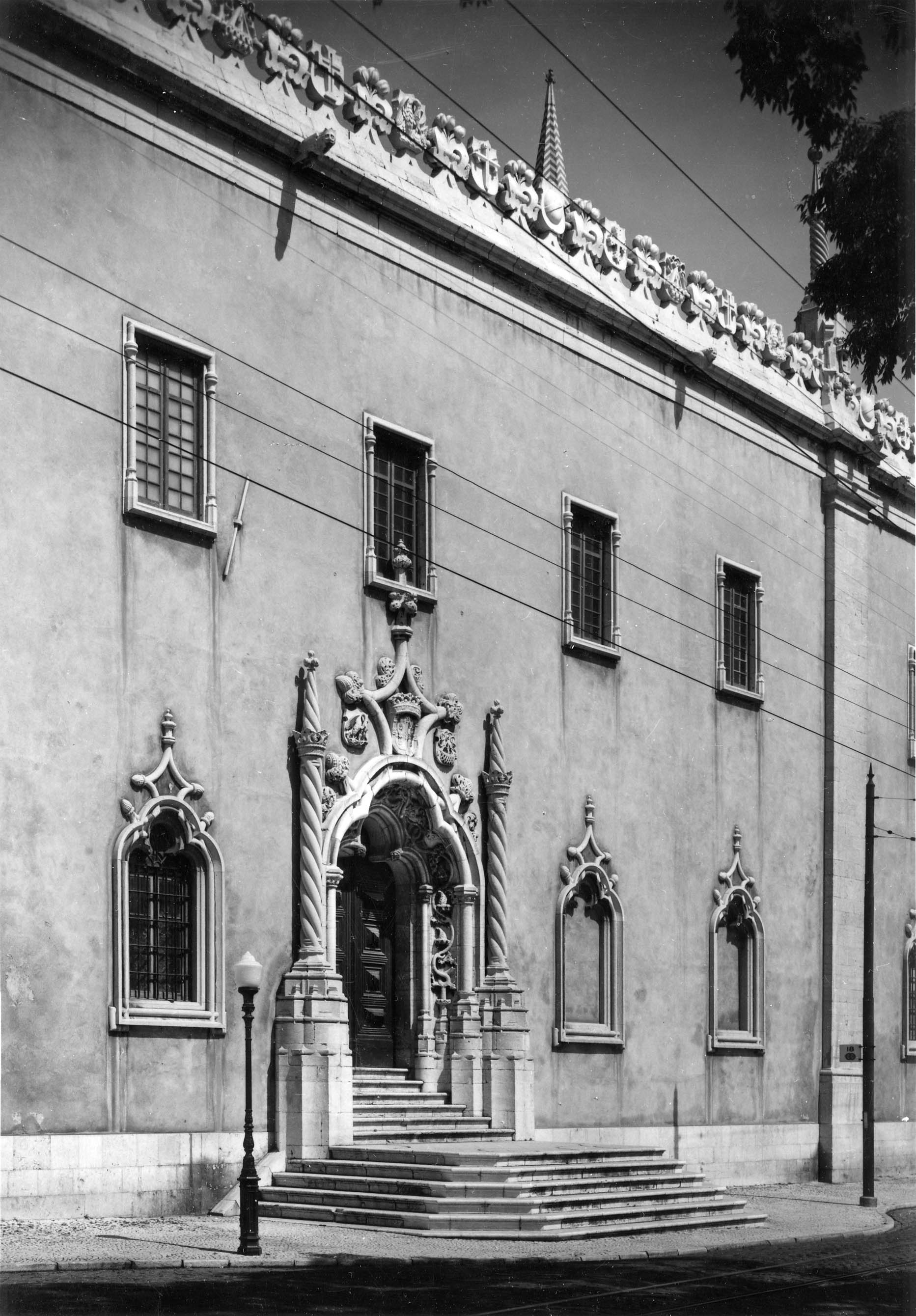
Колишній монастир францисканців Божої Матері, Національний музей азулежу.

Музей розташований в колишніх приміщеннях францисканського монастиря Божої Матері (Мадре де Деус). В основі — старовинна споруда 1509 року, створена за наказом королеви Португалії Елеонори Візеу (1458—1525), вдови короля Іоанна II Португальського. Збережений старовинний монастирський дворик. Споруда має декілька фасадів, в тому числі і пізніх часів.
Музей азулежу був вперше відкритий для відвідин 1960 року як відділок Національного музею старовинного мистецтва.
1980 року заклад отримав самостійність і нову назву — Національний музей азулежу.

## Галерея

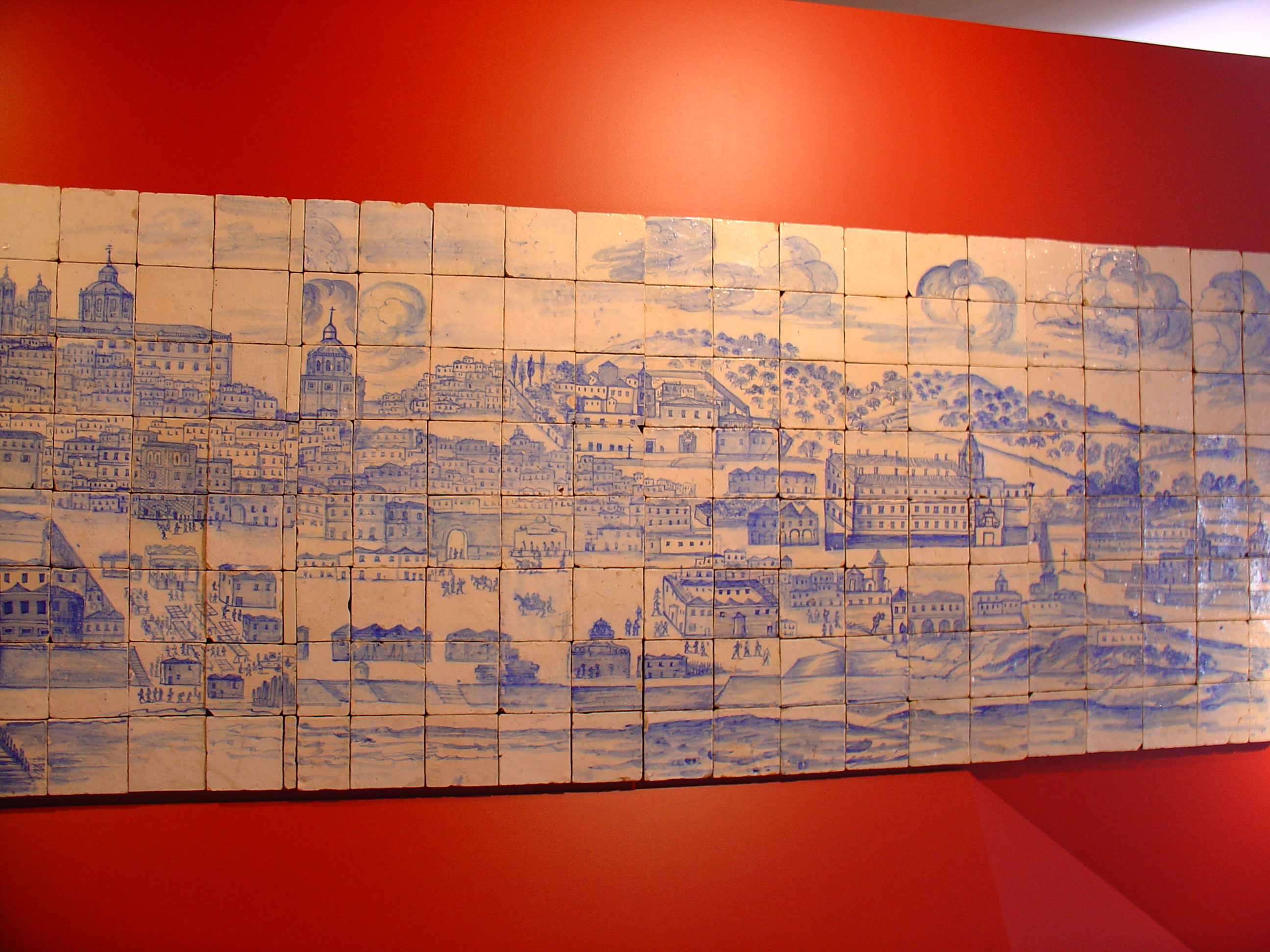
Габріель дель Барко. «Панорма Лісабона», до 1755 р.

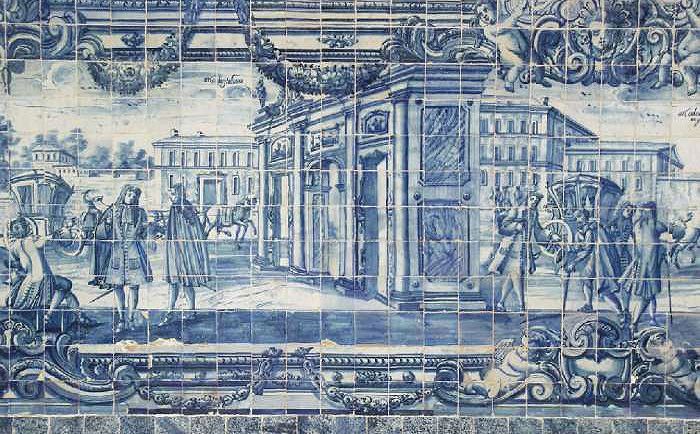
"Галантна сцена ". 1702 рік. Церква Сан Франциско да Байя, Сальвадор, Бразилія

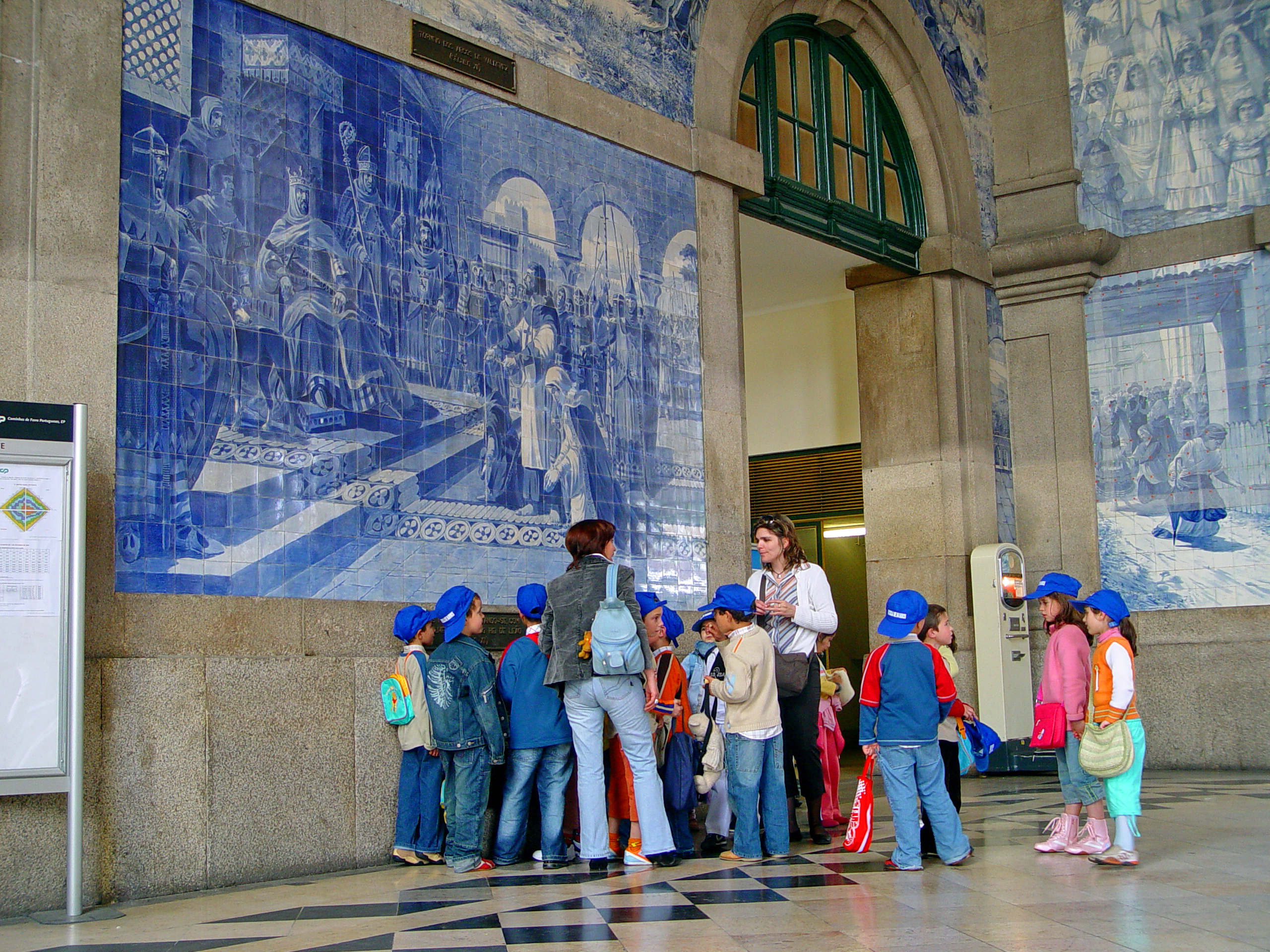
Місто Порто, вокзал Сан Бенто, Португалія

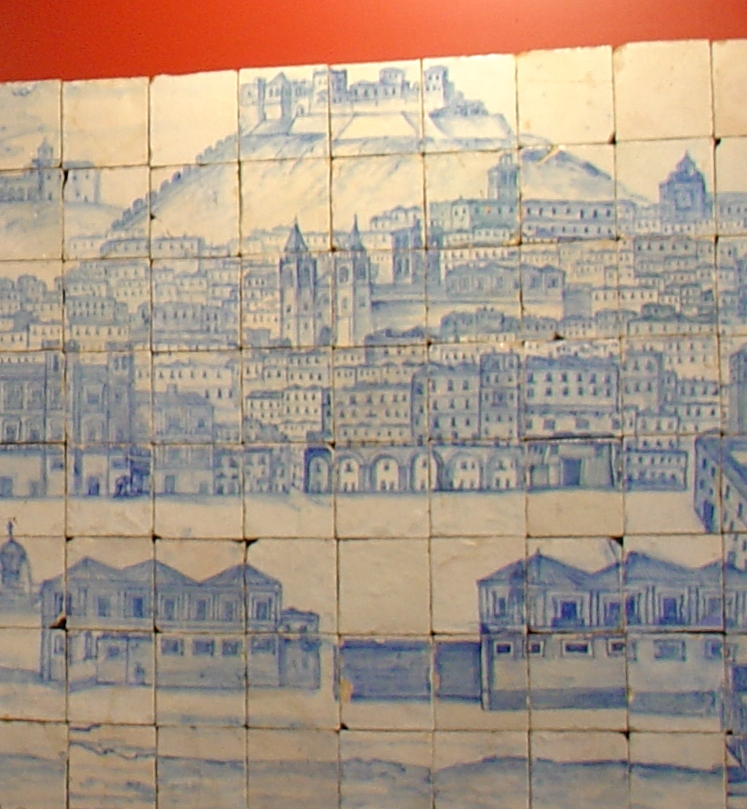
«Катедральний собор Санта Марія Майор у Лісабоні» до 1755 р.
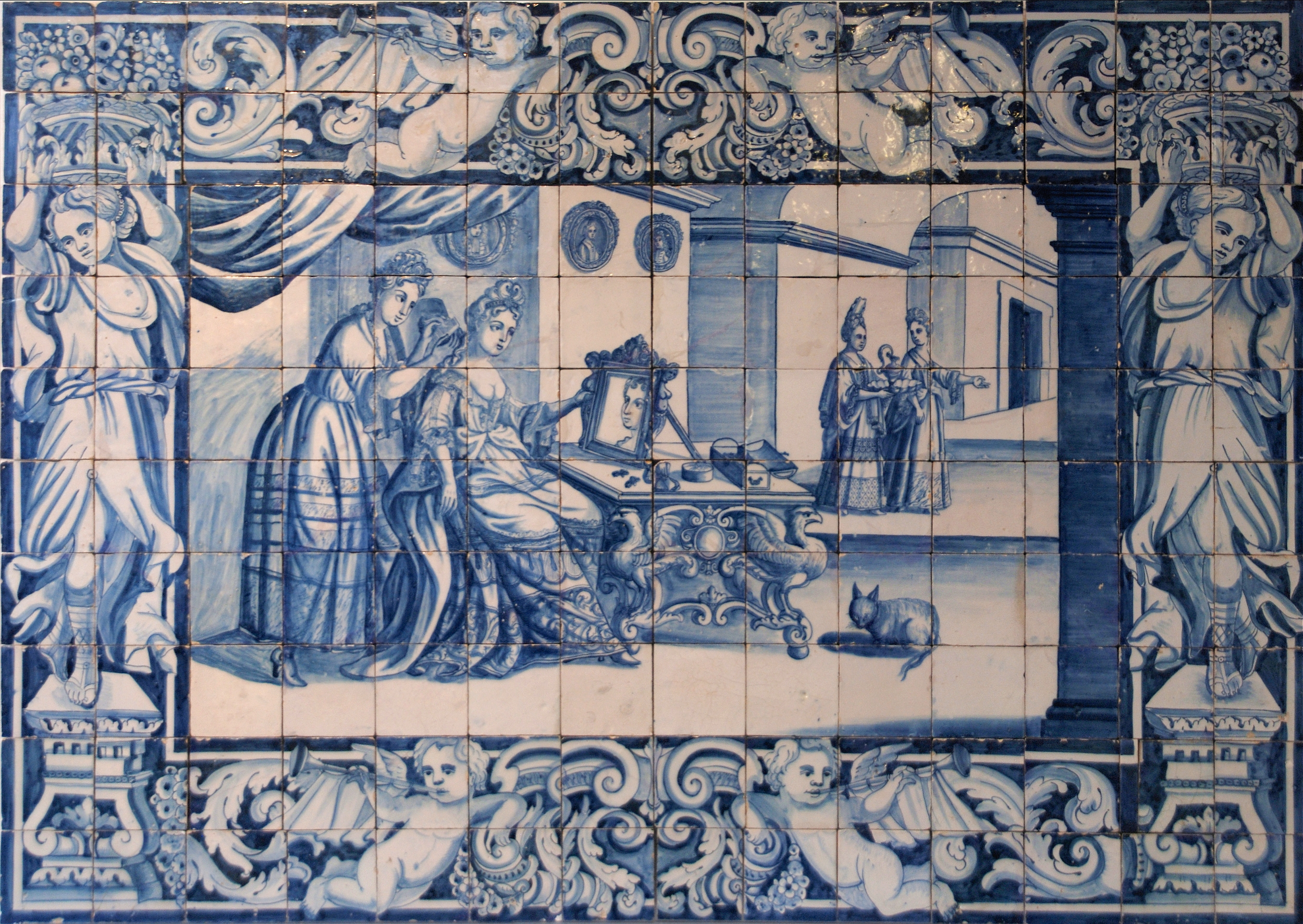
«Шляхетна пані за туалетами», до 1730 р.
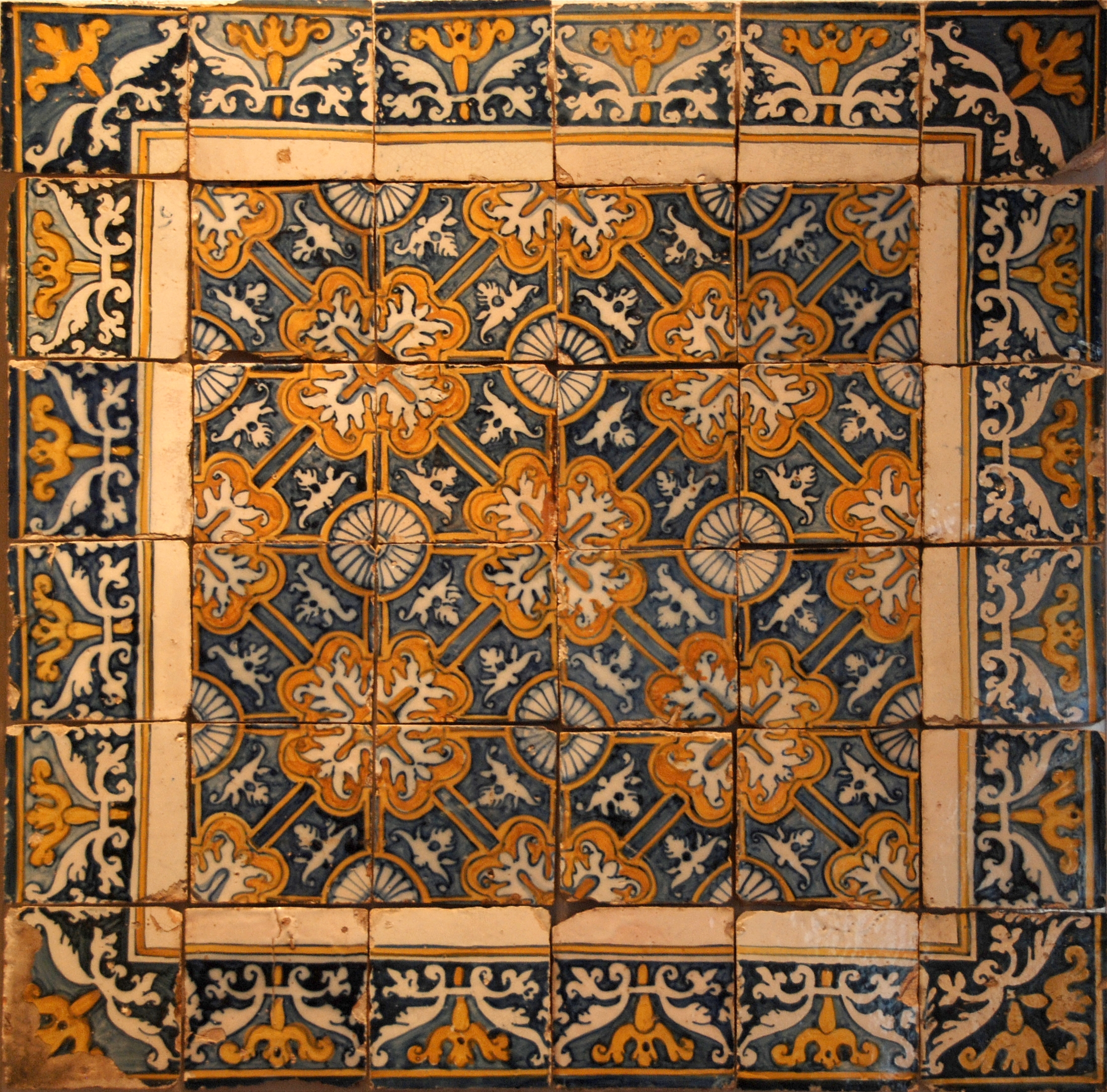
Італо-фламандське панно, 1-а половина 17 ст.
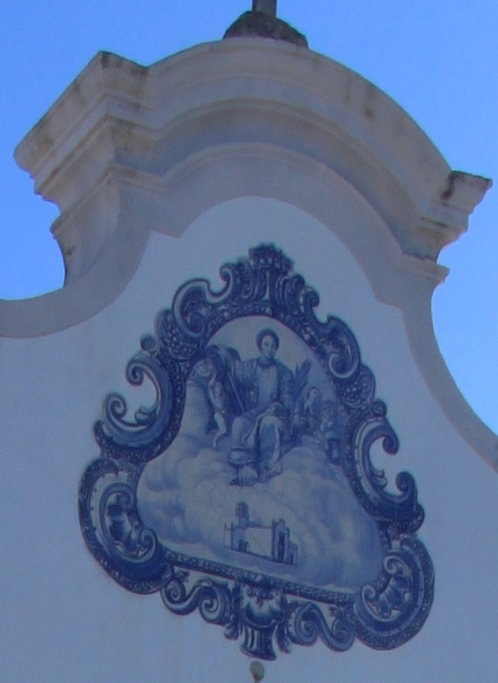
Церква Сан Лоренсо, Алмансил. Головний фасад з фігурним фронтоном і сюжетним панно азулежу.
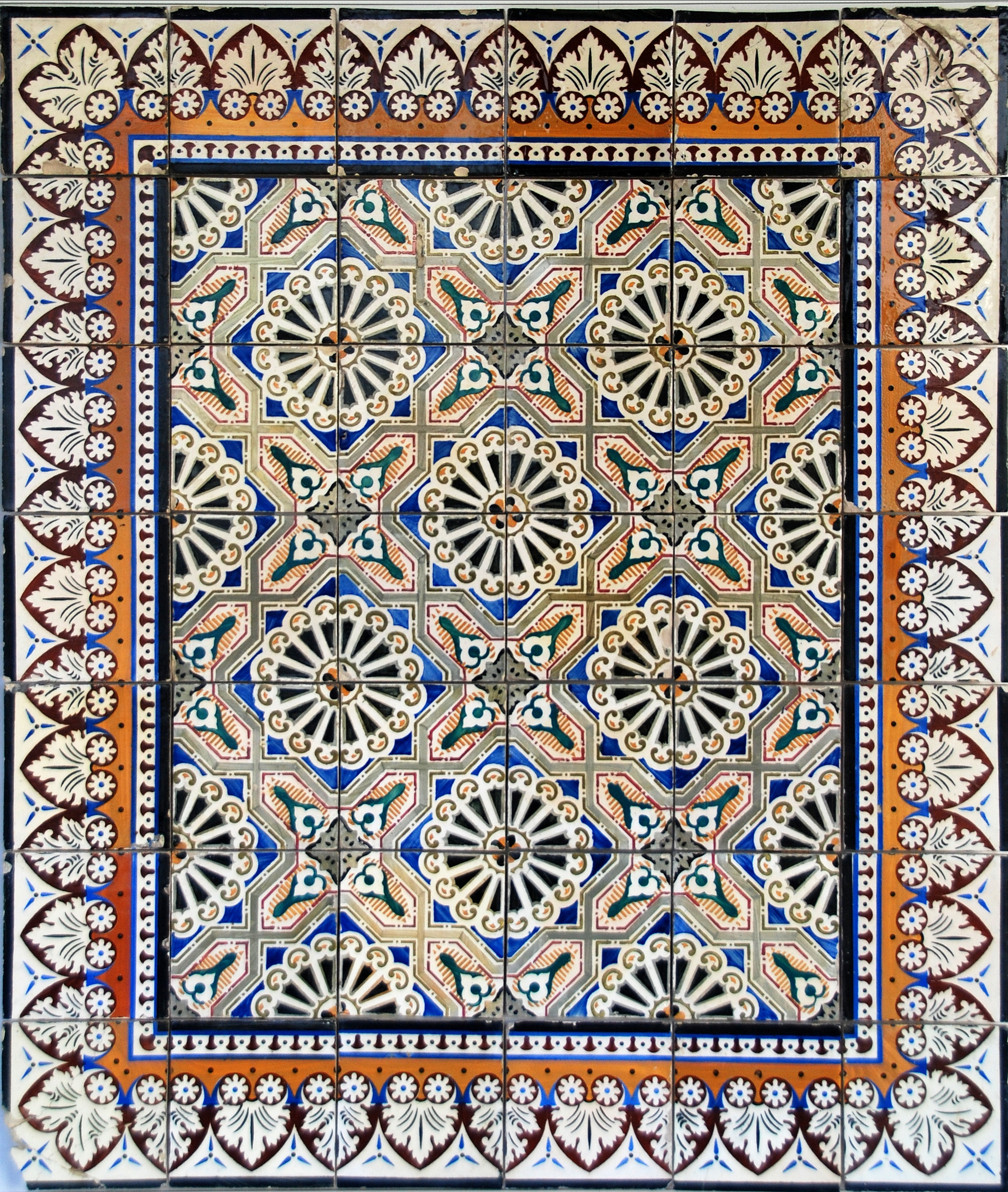
Килимові кахлі, фабрика Девезас, м. Порто, до 1880 р.
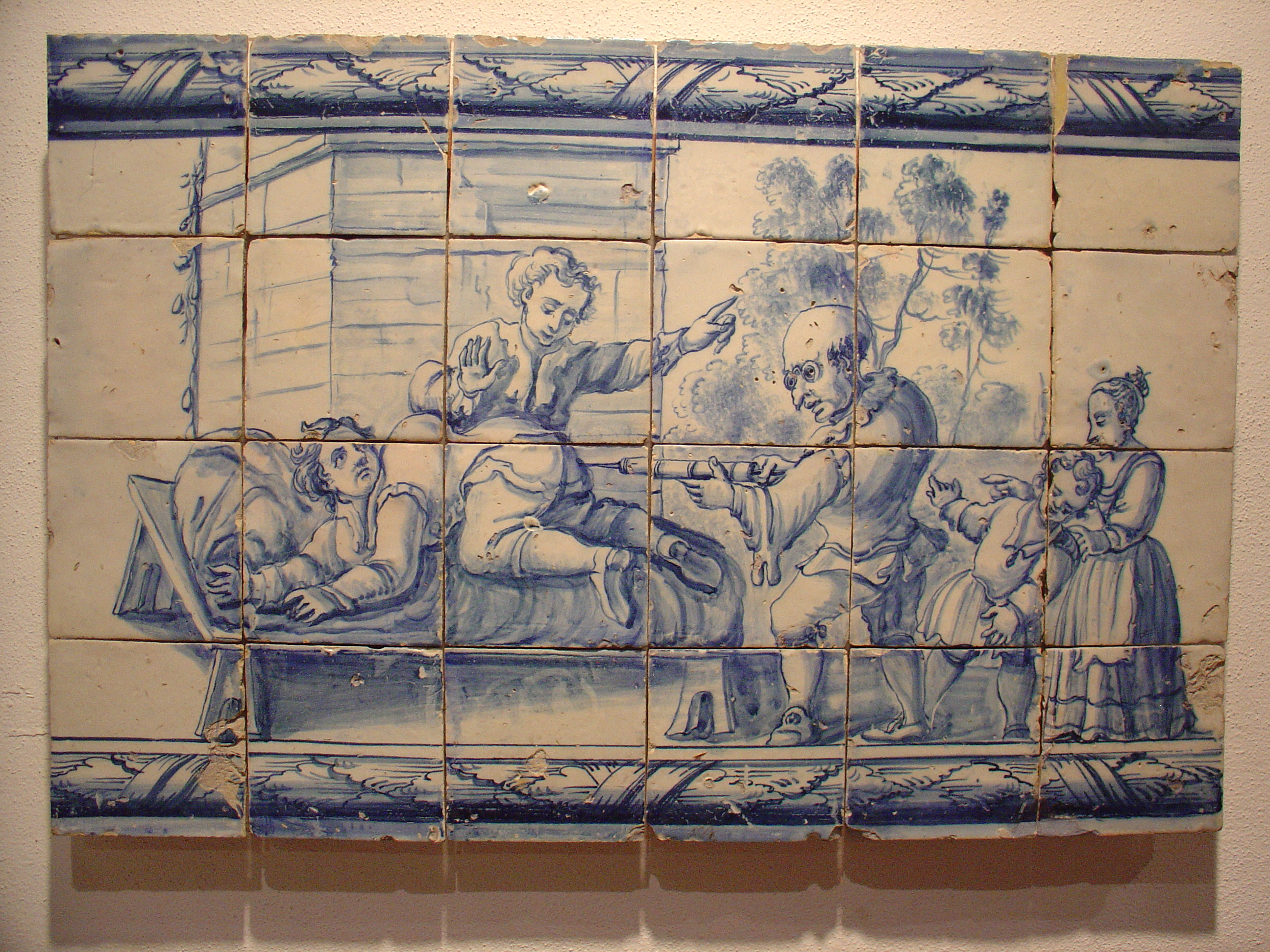
Кахлі з гумористичною сценою, 18 століття
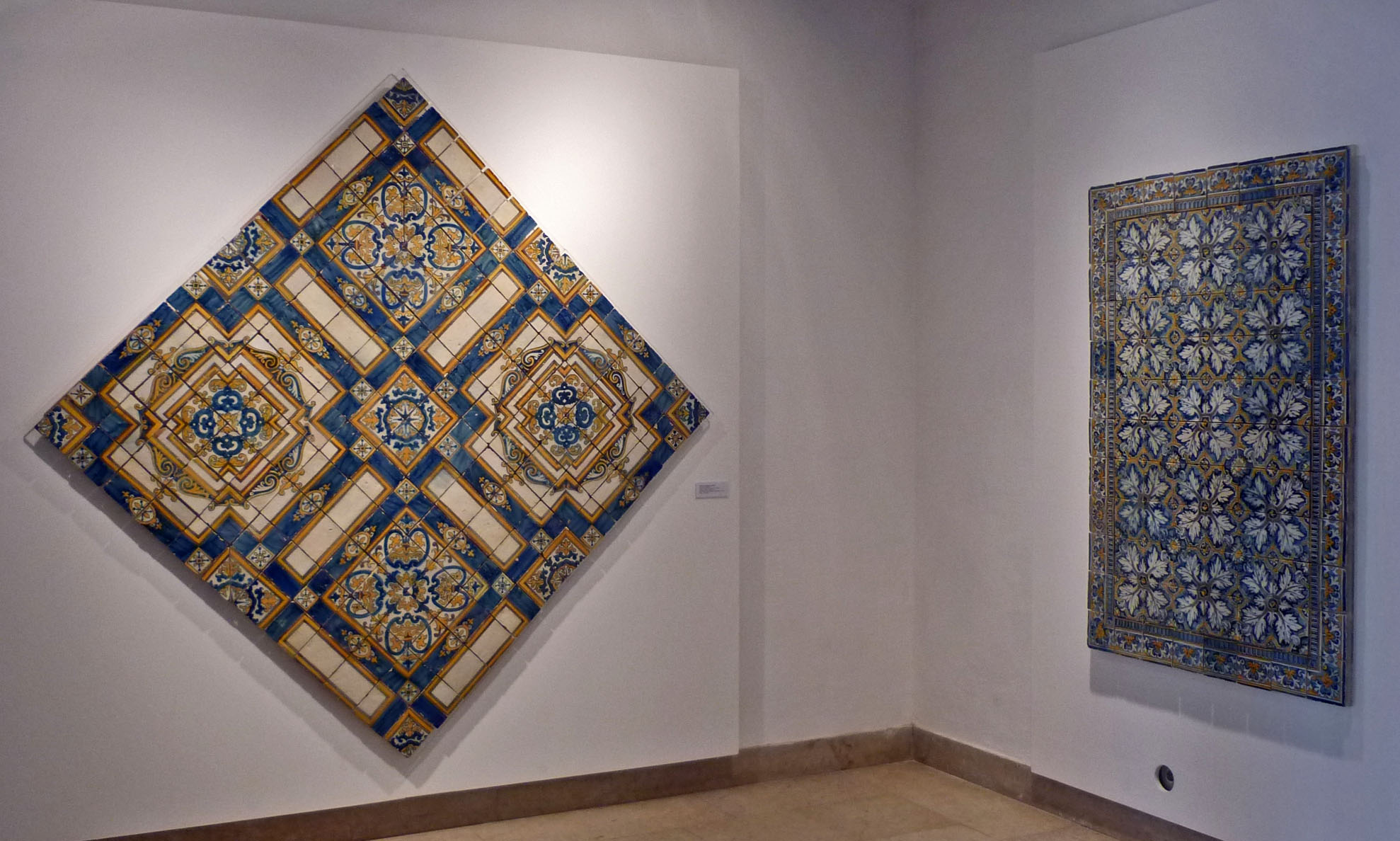
Килимові кахлі в експозиції музею
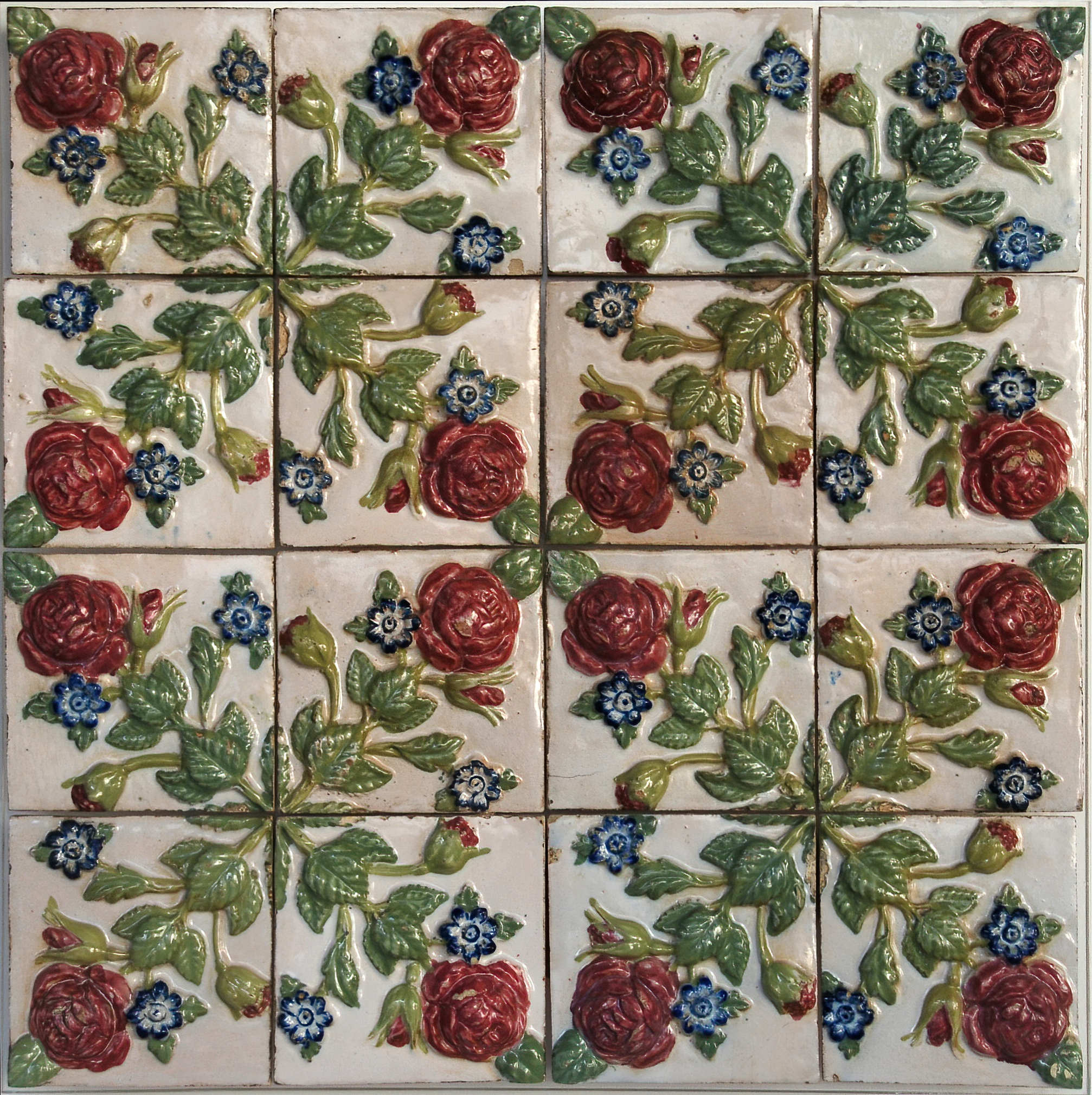
Рельєфні килимові кахлі 19 ст. Всі - Національний музей азулежу, Лісабон.